# 호세 무게르사
호세 무게르사 아니투아(스페인어: José Muguerza Anitua; 1911년 9월 15일, 바스크 주 에이바르 ~ 1980년 10월 23일, 멕시코 시)는 스페인 북부 바스크 출신의 전 축구 선수로, 현역 시절 미드필더로 활약하였다.

## 클럽 경력
1927년, 그는 에이바레사에서 프로 무대 신고식을 치르고, 1929년에 아틀레틱 빌바오로 이적하여 1937년까지 활동했는데, 그 동안 그는 라 리가와 코파 델 레이를 4번씩 우승하였다. 1938-39 시즌, 그는 에우스카디 소속으로 멕시코의 프리메라 푸에르사에 출전했고, 이후 그는 멕시코의 클루브 에스파냐에 입단했다.
1952년부터 1953년까지, 그는 몬테레이의 감독을 역임하였다.

## 국가대표팀 경력
무게르사는 1930년부터 1936년까지 스페인 국가대표팀 경기에 9번 출전하였으며, 1934년 FIFA 월드컵에 참가했다. 1937년, 스페인 내전이 발발했을 때, 그는 바스크 대표팀에 차출되어 유럽과 라틴아메리카를 종횡하며 스페인의 전쟁 발발 사실을 알렸다. 바스크 대표팀이 미주로 이동하여 순회를 계속하던 도중 파시스트 군대에 붙잡히기 전까지, 1939년 6월에 순회 마지막 경기를 치렀었다. 이 동안 무게르사는 바스크 대표팀 경기에 43번 출전하였다.

## 기타 활동
1949년, 그는 멕시코 시에 셔츠 상점을 열었었다.

## 사생활
그는 로사리오 후아리스티를 배우자로 맞이하여 사이에 호세 미겔과 로사리오 두 자식을 두었다.

## 수상
- 라 리가: 1929-30, 1930-31, 1933-34, 1935-36
- 코파 델 레이: 1930, 1931, 1932, 1933